# CC398
Husdyr-MRSA, Svine-MRSA, CC398, MRSA CC398 eller LA-MRSA er en antibiotikaresistent stafylokokbakterie, der formodes at findes i mange danske svinebestande og hos raske smittebærere, og som i stigende grad forårsager infektioner hos mennesker.
Betegnelsen MRSA CC398 angiver at bakteriestammen er methicillin resistant Staphylococcus aureus clonal complex 398)  og nogle gange anvendes forkortelsen ST398 (sequence type 398); på engelsk bruges betegnelsen LA-MRSA (for livestock-associated). Bakterien er resistent overfor penicillin af typen methicillin og desuden overfor tetracyklin  og kaldes derfor sammen med alle andre typer MRSA på engelsk for "super bug". Ved stikprøvekontroller i 2010 viste det sig at 16 % af danske svinebestande var inficeret med CC398, hvilket svarer til ca. 2.000.000 grise på landsplan. I januar 2014 er smitteandelen steget til 88% viser en undersøgelse fra slagterierne. landmanden har ikke pligt til selv at teste sin besætning for MRSA. Fra 2014 til 2016 har Fødevarestyrelsen holdt en opgørelse over udbredelsen af MRSA i danske svinebesætninger. I begyndelsen af 2016 er listen blevet offentliggjort efter en højesteretsdom og fremlagt af to journalister,  kun 86 af besætningerne var MRSA-frie ud af 278.
Da bakterien oprindeligt stammer fra mennesker  og nu findes på grise som multiresistente infektioner, frygtes en spredning af svært-behandlelige infektioner til mennesker.  
Antallet af danskere smittet med MRSA-bakterier er steget de seneste par år og det totale antal smittede er fordoblet fra 2009 til 2012. Det samlede antal smittede i Danmark med MRSA-bakterier (ikke kun af typen CC398) udgjorde i 2012 1.556 personer. MRSA af svinetypen (CC398) blev fundet hos 232 personer i 2012 mod 164 i 2011. Det er stadigvæk lavt i forhold til andre lande. Langt de fleste personer med MRSA-CC398 har haft kontakt til svin, men i 2010 blev 15 tilfælde af MRSA-CC398 fundet hos personer, som ikke havde haft kontakt til svin. Mellem 2012 og 2014 er kun fire danskere døde af CC398 sammenlignet med de 1.241 dødsfald affødt af andre stafylokokbakterier i samme periode.
Statens Serum Institut, Fødevarestyrelsen og Sundhedsstyrelsen er blevet kritiseret for at tilbageholde oplysninger om dødsfald 2012 til maj 2014.

## MRSA
Alle MRSA-bakterier er resistente overfor visse typer antibiotika, og ved de gængse typer MRSA vil det derfor blot være nødvendigt at bruge en antibiotika de er sensitive overfor for at bekæmpe infektionen. I Danmark er der stadigvæk en lav forekomst af MRSA-infektioner sammenlignet med andre lande.

## Udvikling fra MSSA til MRSA CC398
CC398 ser ud til at stamme fra en ufarlig MSSA (methicillin-sensitiv Staphylococcus aureus), en antibiotikafølsom bakterie hos mennesker, men i og med den har skiftet vært fra mennesker til svin, er den blevet udsat for et selektionspres ved det store antibiotikaforbrug i svinebestande i udlandet. I svin er den blevet resistent over for antibiotika først af typen tetracyklin og dernæst methicillin. Danske forskere har i et stort samarbejde med udenlandske forskere har vist stor sandsynlighed  af nedstamningen ved at sammenligne den komplette arvemasse fra stafylokokbakterier fra mennesker og dyr fra 19 lande og 4 kontinenter

## Udbredelse hos dyr
I løbet af meget få år fra omkring 2005 er CC398 fundet i en række lande i Europa, USA, Canada, Sydamerika og Asien og fra mange forskellige dyrearter: grise i alle lande, tremmekalve i Holland, heste i Østrig,  Belgien, Frankrig, Holland, Tyskland og Canada, kyllinger i Belgien og Holland, hunde i Østrig og Canada. I 2016 konstateredes det, at de fleste danske avlsbesætninger er inficeret med svine-MRSA.

## Immunsystemet snydes
Ud over at være multiresistente, snyder CC398 og CC5 også immunsystemet, da de normale antistoffer mod Staphylococcus ikke er virksomme på grund af en ændring i bakteriernes overflade betinget af et skift mellem enzymer kodet af et mobilt gen (en profag).

## Referenceliste
1. ↑  LA-MRSA. DANMAP 2015, Statens Seruminstitut og DTU
2. ↑  Fakta om MRSA og MRSA 398, Statens Serum Institut  
http://www.ssi.dk/Aktuelt/Nyheder/2014/2014_05_Fakta%20om%20MRSA%20og%20MRSA%20398.aspx
3. ↑  "DANMAP-rapporten for 2010, Pressemeddelelse den 24. august 2011". Arkiveret fra originalen 4. november 2012. Hentet 13. marts 2012.
4. ↑  Myndigheder skjulte oplysninger i sag om farlige bakterier – Ekstra Bladet
5. ↑  "Her lever de rene svin. Investigative Reporting Denmark 2016". Arkiveret fra originalen 26. februar 2016. Hentet 2. februar 2016.
6. ↑  "Staphylococcus aureus CC398: Host Adaptation and Emergence of Methicillin Resistance in Livestock af Lance B. Price, Marc Stegger, Henrik Hasman, Maliha Aziz, Jesper Larsen, Paal Skytt Andersen, Andrew E. Waters, James Schupp, John Gillece, Elizabeth Driebe, Cindy M. Liu, Paul Keim, Robert Skov, Frank M. Aarestrup m.fl. doi: 10.1128/mBio.00305-11 21. februar 2012". Arkiveret fra originalen 26. marts 2012. Hentet 13. marts 2012.
7. ↑  Stadig flere danskere smittes med MRSA-bakterier - Statens Serum Institut
8. ↑  Svine-MRSA stammer oprindeligt fra mennesker, Statens Seruminstitut, februar 2012
9. ↑  Fakta om MRSA og MRSA 398. Statens Serum Institut. Maj 2014.
10. ↑  "7. maj 2014, ing.dk: Rystede resistens-forskere: Skjulte myndighederne MRSA-dødsfald?". Arkiveret fra originalen 8. maj 2014. Hentet 7. maj 2014.
11. ↑  "Staphylococcus aureus CC398: Host Adaptation and Emergence of Methicillin Resistance in Livestock af Lance B. Price, Marc Stegger, Henrik Hasman, Maliha Aziz, Jesper Larsen, Paal Skytt Andersen, Andrew E. Waters, James Schupp, John Gillece, Elizabeth Driebe, Cindy M. Liu, Paul Keim, Robert Skov, Frank M. Aarestrup m.fl. doi: 10.1128/mBio.00305-11 21. februar 2012". Arkiveret fra originalen 26. marts 2012. Hentet 13. marts 2012.
12. ↑  MRSA: Forskere er på sporet af antibiotikaresistens. Videnskab.dk 2013
13. ↑  "Husdyr-associeret MRSA". Arkiveret fra originalen (PDF) 15. februar 2021. Hentet 13. marts 2012.
14. ↑  Danmark spreder MRSA over hele verden – og verden er ligeglad. Information
15. ↑  Methicillin-resistant Staphylococcus aureus alters cell wall glycosylation to evade immunity. Nature 2019